# レミ・フイエ
レミ・フイエ（Rémi Feuillet、1992年12月22日 - ）は、モーリシャスの柔道家。父親のフレデリック・フイエは1991年から4年間、モーリシャスの柔道チームの技術指導者を務めた。
モーリシャスで生まれ、2歳の時に家族でカメルーンへ移住した。その後、7歳の時にフランスへ移住し、現在はモーリシャスとフランスの二重国籍を保有している。ヴィリエ＝ル＝ベルの柔道部でトレーニングをしている。
2021年の東京オリンピックの男子90kg級に出場した。

## 主な戦績
| 年   | 大会                   | 開催地         | 種目   | 結果           | 備考 |
| ---- | ---------------------- | -------------- | ------ | -------------- | ---- |
| 2019 | アフリカ柔道選手権大会 | ケープタウン   | 90kg級 | 1回戦敗退      |      |
| 2019 | アフリカ競技大会       | ラバト         | 90kg級 | 3位            |      |
| 2019 | 世界柔道選手権大会     | 東京           | 90kg級 | 3回戦敗退      |      |
| 2020 | アフリカ柔道選手権大会 | アンタナナリボ | 90kg級 | 3位            |      |
| 2021 | アフリカ柔道選手権大会 | ダカール       | 90kg級 | 3位            |      |
| 2021 | 世界柔道選手権大会     | ブダペスト     | 90kg級 | 敗者復活戦敗退 |      |
| 2021 | オリンピック           | 東京           | 90kg級 | 2回戦敗退      |      |
| 2022 | アフリカ柔道選手権大会 | オラン         | 90kg級 | 3位            |      |
| 2022 | コモンウェルスゲームズ | バーミンガム   | 90kg級 | 準優勝         |      |